# Marshall Jefferson
Marshall Jefferson (Chicago (Illinois), 19 september 1959) is een van de housepioniers uit Chicago, waar hij in de jaren tachtig enkele warehouse anthems maakte. In 1986 is Move Your Body hét housenummer in Chicago, waar het op twee houselabels, Trax Records en DJ International, uitkomt. Maar ook in Engeland slaat het nummer aan, waar het voor velen de eerste kennismaking is met het nieuwe muziekgenre. Jeffersons stijl is diep en melodisch, hij gebruikt zware pianorifs en groots klinkende strijkarrangementen. Deze stijl zal hij verder ontwikkelen en zo ligt hij aan de basis van de deep house, onder andere samen met Ce Ce Rogers en Ten City.

## Biografie
Jefferson wordt in Chicago geboren als zoon van een politieagent en een lerares. Hij studeert accountancy maar maakt dit niet af. Hij gaat daarna werken in een postkantoor. Als tiener is hij een liefhebber van hardrock. In de vroege jaren tachtig raakt hij door zijn vrienden betrokken bij de opkomende housescene van zijn woonplaats. Hij heeft aanvankelijk een hekel aan dansmuziek maar wanneer hij dj Ron Hardy hoort draaien is hij zo onder de indruk dat hij direct een andere zienwijze krijgt. Wanneer de eerste houseplaten verschijnen, besluit Jefferson om ook te gaan produceren. Hij koopt apparatuur en in 1985 verschijnt de ep Go Wild Rhythm Trax, zijn eerste productie onder de naam Virgo. Hij weet onder contract te komen bij Trax Records. Een jaar later verschijnt Move Your Body, dat zijn doorbraak betekent. Ook de platen 7 Ways (Hercules), In the Jungle (Jungle Wonz) en I've lost control (Sleezy D.) dragen bij een de groei van het housegeluid. Hij is ook betrokken bij de productie van de klassieker Acid Trax van Phuture, die een gold van Acid house in gang zet. Jefferson is het acidgeluid echter al snel beu en koerst in de late jaren tachtig meer richting de deephouse. Hij is als producer betrokken bij singles en albums van anderen. Markante singles die hij maakt zijn It's All Right (1987) van Sterling Void en Someday (1987) van Ce Ce Rogers. Die laatste wordt bekend om de pianomelodie die door de Britse ravegroep Liquid wordt gebruikt voor hun hit Sweet Harmony (1992). Ook That's The Way Love is (1988) van Ten City is van zijn hand. Deze plaat komt wereldwijd in de hitlijsten terecht. Ook voor de albums van deze drie doet hij het nodige productiewerk. Hij maakt ook remixes voor de hits Being Boring van de Pet Shop Boys en Nothing has been proved van Dusty Springfield.
In de jaren negentig verliest Jefferson zijn relevantie. Hij blijft actief als dj en producer, maar nieuwe producties weten nog zelden buiten de marge te komen. We maakt hij nog remixes voor artiesten als Ryuichi Sakamoto en System 7. Als in 1992 Ron Hardy sterft maakt hij samen met K-Alexi het nummer Message 2 Ron. In 1996 verschijnt het artiestenalbum Day of the Onion, maar ook dat gaat tamelijk geruisloos voorbij. Datzelfde jaar verschijnt ook zijn enige mixverzamelaar. Real House: Hot Mixmaakt hij is samenwerking met Farley Jackmaster Funk. Zijn single Move Your Body blijft echter wel bekend. Deze is ook te horen in het spel Grand Theft Auto: San Andreas en in de film 24 Hour Party People. Zijn belangrijkste werk uit zijn hoogtijdagen is verzameld op Timeless Classics (1998). Sinds de jaren negentig woont Jefferson in het Verenigd Koninkrijk. In 2021 helpt hij Byron Stingily bij het produceren van een nieuw album voor Ten City.

## Het mysterie van Sleezy D.
Een veelbesproken danceplaat waarom een mysterie hing is I've Lost Control dat onder de naam Sleezy D. is uitgebracht. Zo is er nog altijd discussie of het nummer de eerste acidhouseplaat is en niet het bekendere Acid Trax van Phuture. Jefferson was betrokken als co-producer van de plaat maar de identiteit van Sleezy D. bleef onbekend. Ook werd er daarna nooit meer iets van hem vernomen, wat de vraag opwierp of Sleezy D. wel echt bestond. Dat blijft hij volhouden. In een interview in 2013 laat hij zich ontvallen: "Sleezy is an actual person. If you ever met him, you'd never forget him. Oh man, he is… sleazy."
In 2019 maakt Jefferson echter alsnog bekend wie Sleezy D. was. Dit naar aanleiding van zijn overlijden. Hij bleek Derrick Harris te heten en was bevriend met Jefferson. Derrick bracht de tape waarop I've Lost Control stond naar Ron Hardy omdat Jefferson verhinderd was, waarbij hij beweerde zelf de maker te zijn. Jefferson kon de humor er van inzien en liet de naam Sleezy D., die Derrick verzonnen had, in stand. Jefferson gebruikte de naam in 2016 nog eens voor de plaat Do You Believe, die hij met Full Intention maakte. Op 14 juni van 2019 sterft Harris aan nierfalen. Jefferson maakt het nieuws bekend om een crowdfunding te promoten. Harris was onverzekerd en via de actie wil hij de zorg- en begrafeniskosten voor zijn familie betalen

## Discografie

### Albums
- Day of the Onion (1996)
- Farley Jackmaster Funk And Marshall Jefferson – Real House: Hot Mix (mixcompilatie) (1996)
- Timeless Classics (verzamel) (1998)

- Biblioteca Nacional de España: XX5152236
- Bibliothèque nationale de France: cb139801858 (data)
- Gemeinsame Normdatei: 134573145
- International Standard Name Identifier: 0000 0001 0367 2396
- Library of Congress Control Number: no98052750
- MusicBrainz: 93938558-9a84-4a7f-a15c-6f145100ff5c
- Virtual International Authority File: 12499899
- WorldCat: E39PBJrgCTDqg77YTwMRpMFVG3